# Highly Advanced Laboratory for Communications and Astronomy
Highly Advanced Laboratory for Communications and Astronomy (HALCA), znany też jako MUSES-B lub Haruka – japoński orbitalny radioteleskop o efektywnej średnicy 8 m, pierwszy wykorzystywany do obserwacji metodą interferometrii wielkobazowej (w ramach projektu VSOP). Prowadził obserwacje w pasmach 1,6 GHz i 5 GHz (miał również prowadzić badania na częstotliwości 22 GHz, jednak zrezygnowano z niej po umieszczeniu teleskopu na orbicie – prawdopodobnie z powodu wibracji przy starcie czułość w tym paśmie drastycznie spadła). Obserwacje dla projektu VSOP satelita zakończył w październiku 2003, jednak prowadził badania do listopada 2005.
Następcą teleskopu miał być satelita Astro-G (VSOP-2), którego start był planowany na rok 2012, jednak projekt skasowano w 2011 z powodów finansowych. Anulowanie misji Astro-G sprawiło, iż jedynym teleskopem kosmicznym prowadzącym obecnie obserwacje w interferometrii wielkobazowej jest rosyjski Spektr-R.

## Osiągnięcia
- Obserwacje maserów hydroksylowych i pulsarów w paśmie 1,6 GHz
- Detekcja prążków interferencyjnych kwazara PKS1519-273 pomiędzy HALCA i teleskopami naziemnymi

Ekipa zarządzająca teleskopem HALCA została nagrodzona w 2005 przez Międzynarodową Akademię Astronautyki.